# Danio
Genre
Danio (les danios en français) est un genre de poissons de la famille des Cyprinidae. Ce sont des animaux familiers des aquarophiles. Brachydanio (Weber et de Beaufort, 1916), autrefois proposé comme un genre séparé, voire un sous-genre, de Danio, est un synonyme invalide de Danio.

## Synonyme
- Brachydanio Weber & de Beaufort, 1916

## Taxonomie
Le nom de « Danio » vient du nom « Bangla Dhani », qui signifie « du champ de riz ». Le genre Danio a été décrit dans le début du XIXe siècle par Francis Hamilton, un chirurgien travaillant pour la British East India Company. Deux des espèces inscrites par lui dans le genre, restent toujours valables – Danio rerio et Danio dangila. Environ un siècle plus tard (1916) et avec beaucoup plus d’espèces décrites dans l'intervalle, le genre a été divisé. Les plus grandes espèces sont classées dans le genre Danio et en 2007 les plus petites telles que Danio rerio, était classées parmi le nouveau genre Brachydanio. En 1991, cependant, les deux genres ont été recombinés ; la plupart des grandes espèces autrefois dans le genre Danio, tels que le danio géant, ont été reclassés dans le genre Devario. Aussi, Brachydanio est maintenant un synonyme junior de Danio.

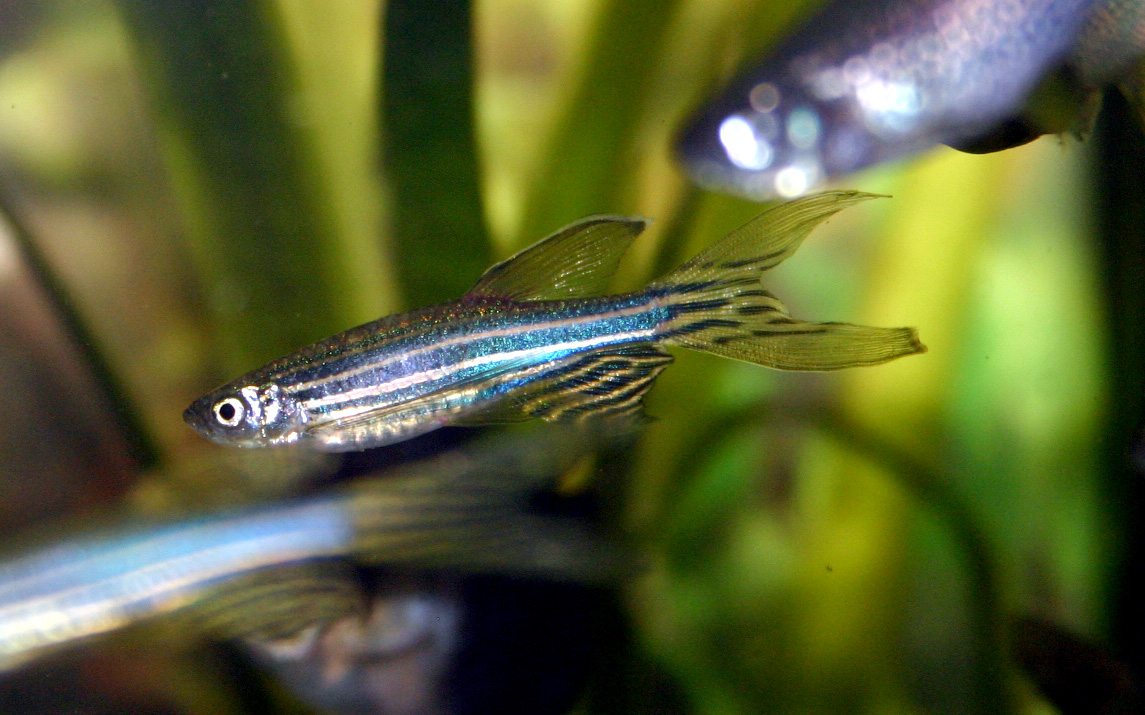
Danio rerio voile

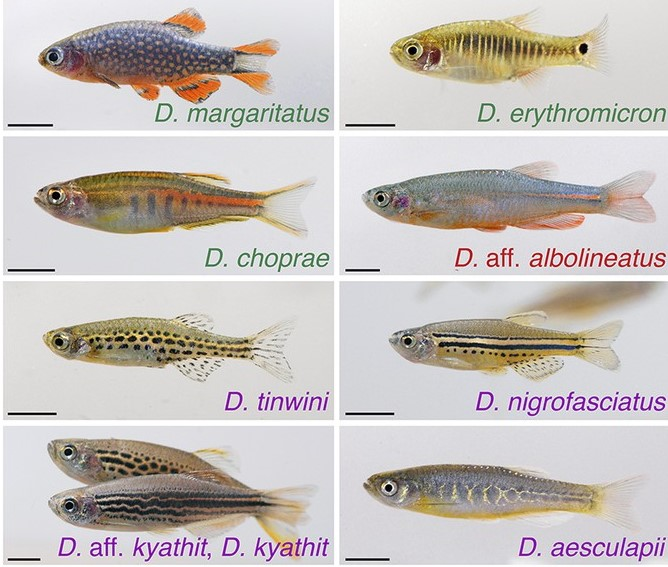
8 espèces de danio

## Liste complète des espèces
Selon FishBase (26 août 2015) et autres publications:

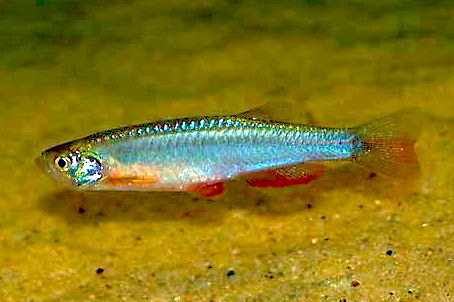
Danio albolineatus

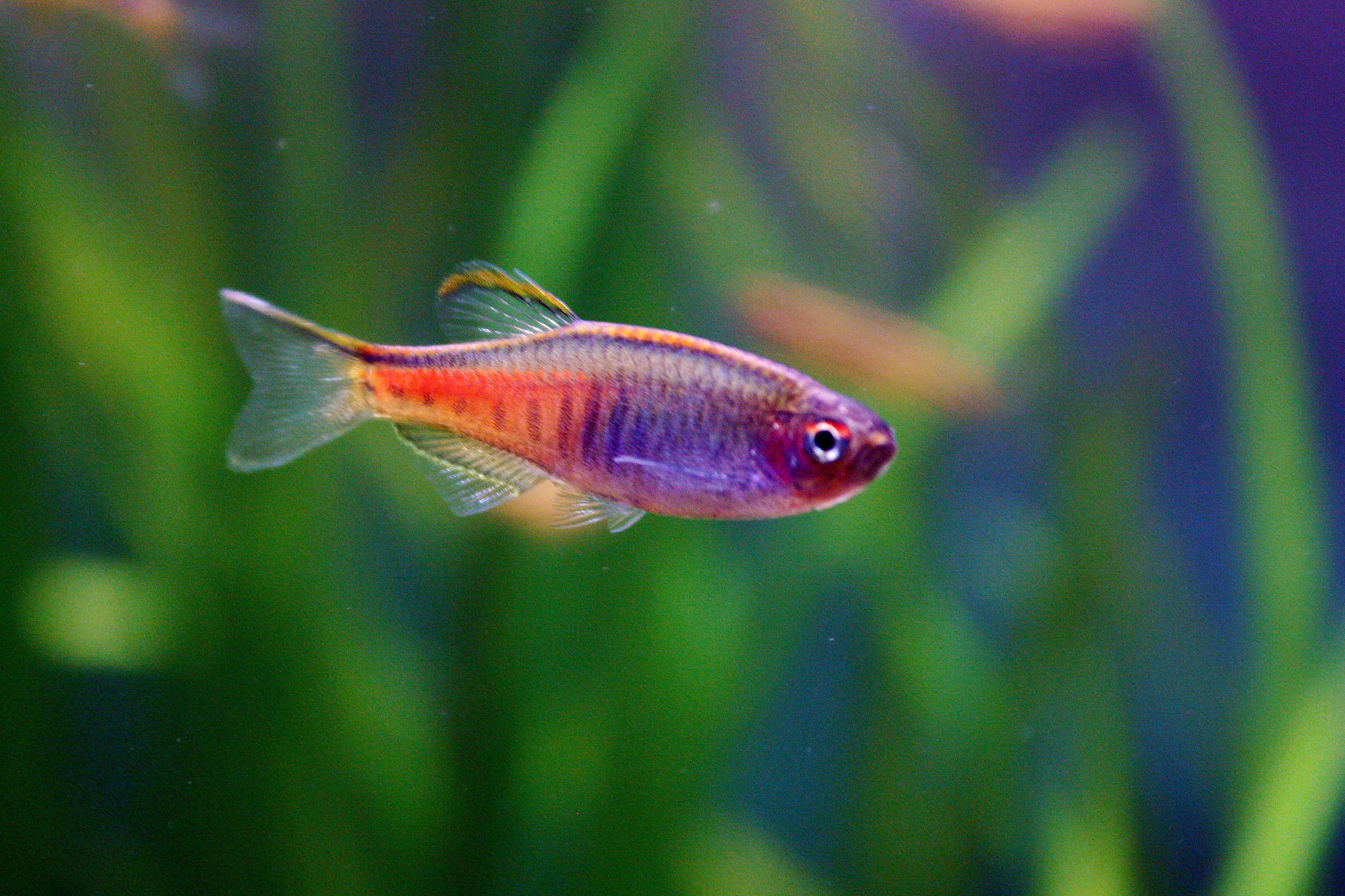
Danio choprae

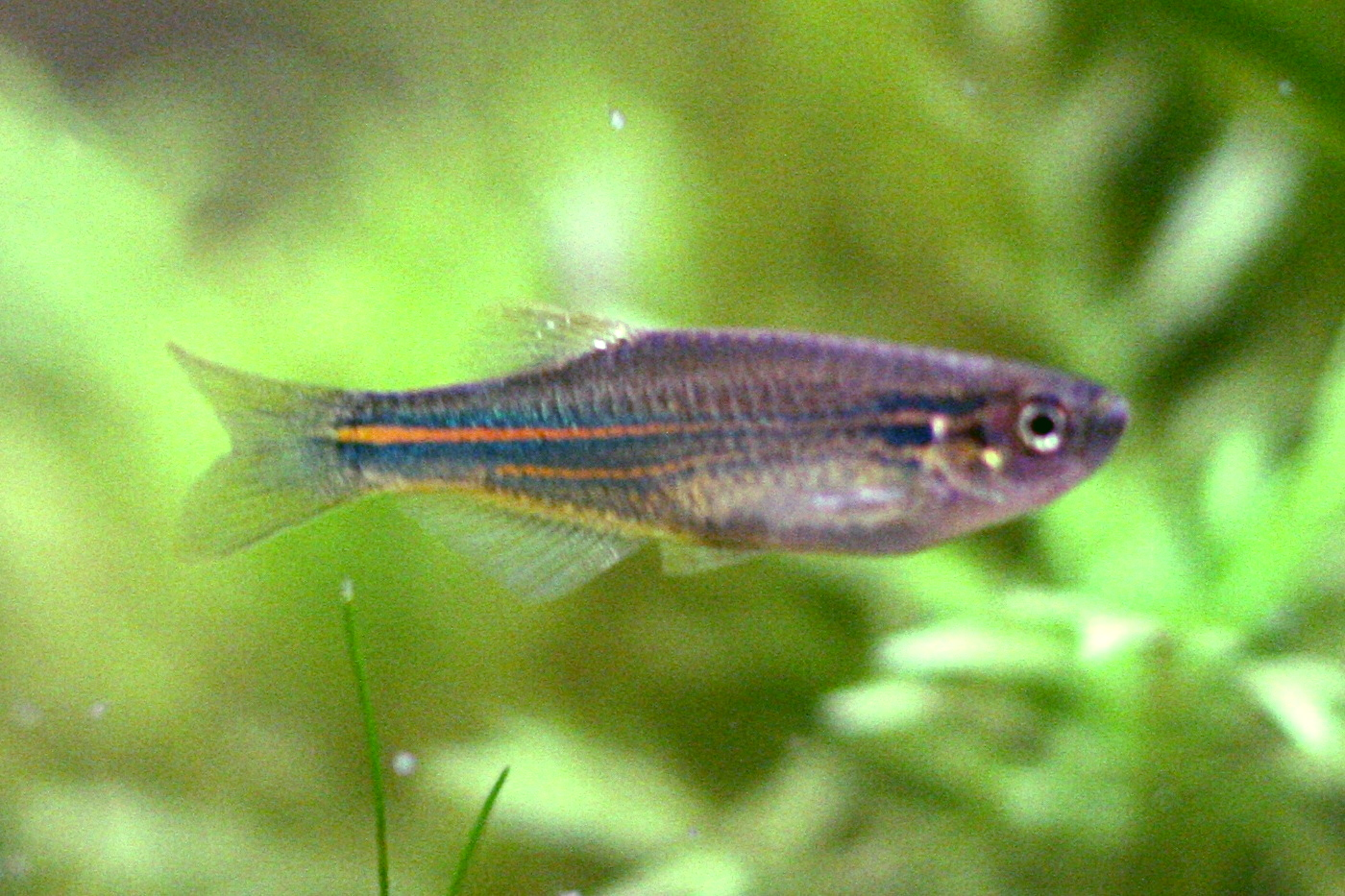
Danio kerri

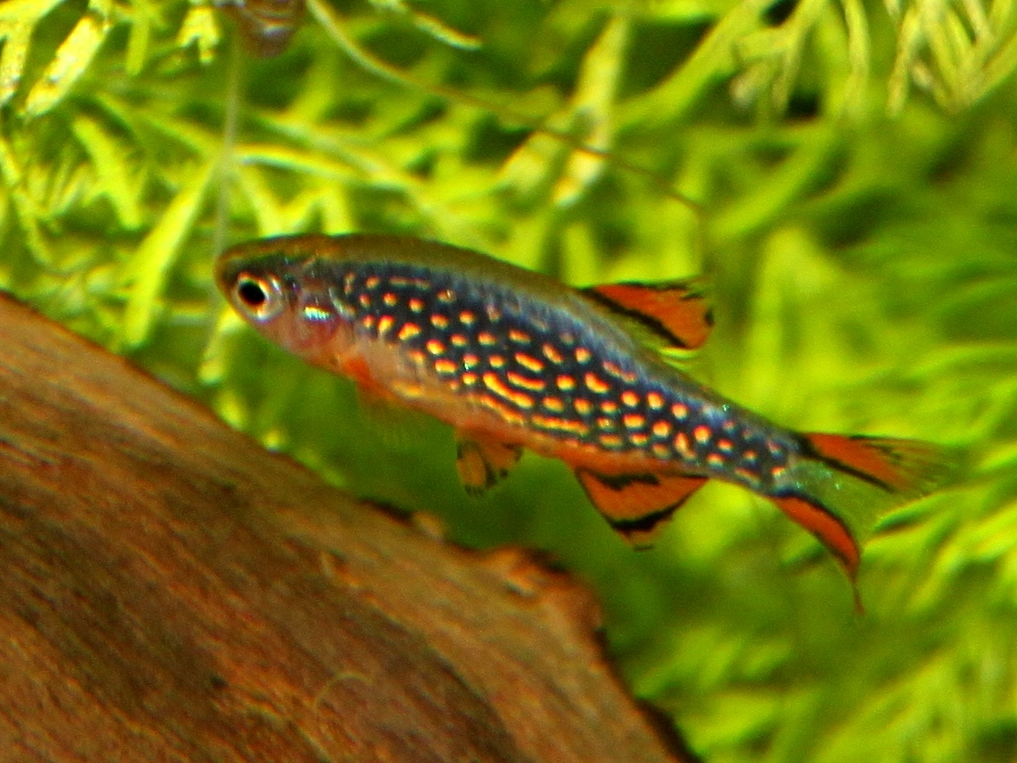
Danio margaritatus

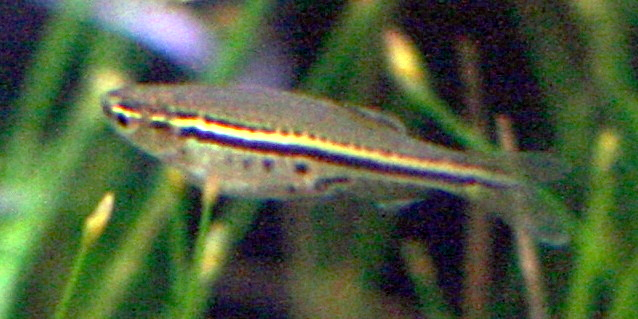
Danio nigrofasciatus

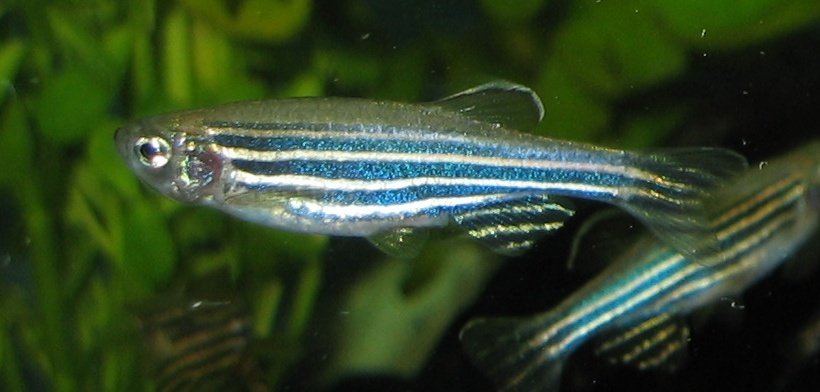
Danio rerio

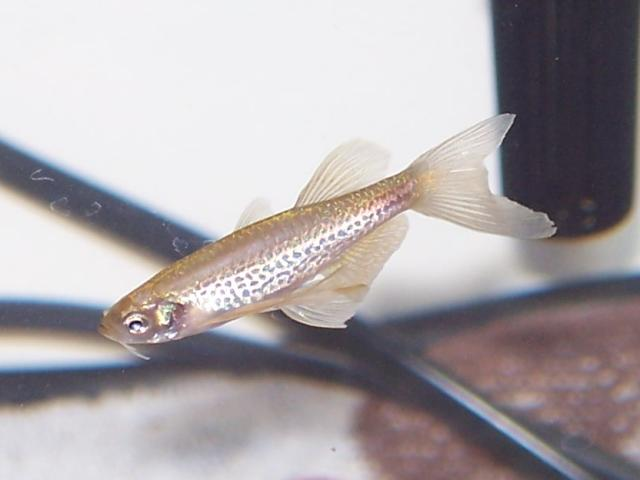
Danio sp. "Leopard albinos voile"

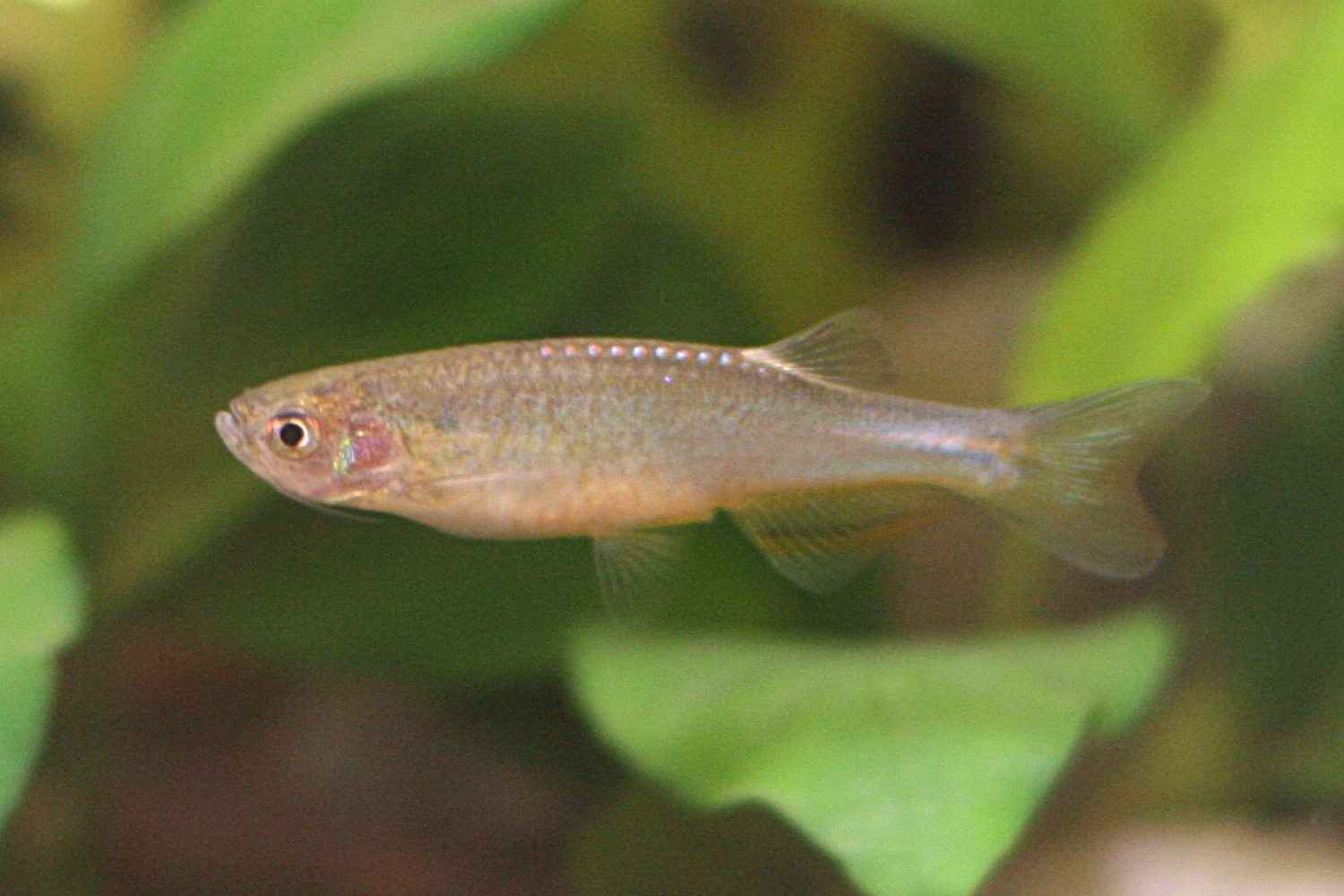
Danio roseus

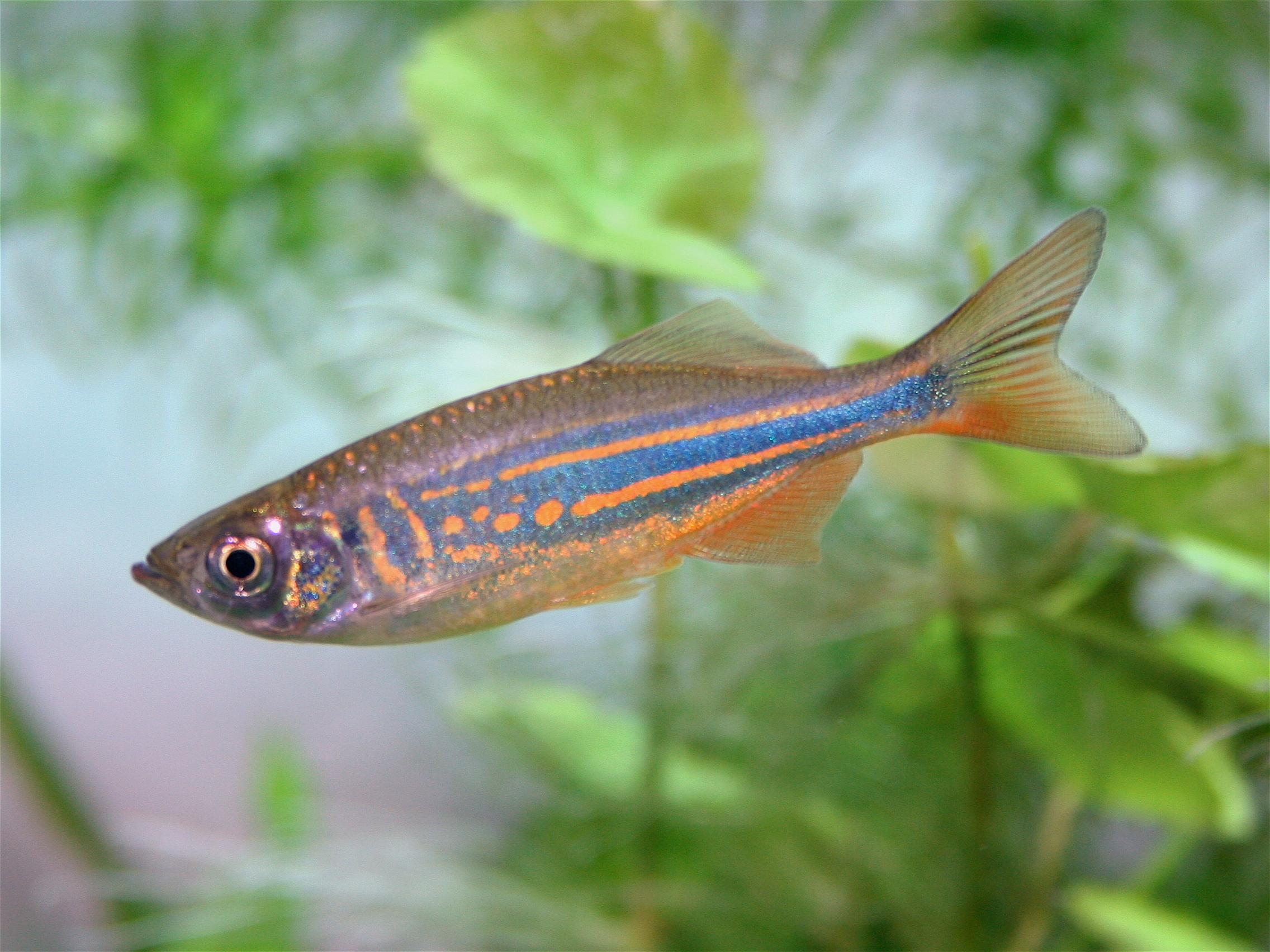
Devario aequipinnatus anciennement Danio aequipinnatus

- Danio absconditus S. O. Kullander & Britz, 2015[5]
- Danio aesculapii S. O. Kullander & F. Fang, 2009
- Danio albolineatus (Blyth, 1860) - Danio perlé
- Danio annulosus S. O. Kullander, Rahman, Norén & Mollah, 2015[6]
- Danio assamila S. O. Kullander, 2015[7]
- Danio catenatus S. O. Kullander, 2015[7]
- Danio choprae Hora, 1928
- Danio concatenatus S. O. Kullander, 2015[7]
- Danio dangila (F. Hamilton, 1822)
- Danio erythromicron (Annandale, 1918)
- Danio feegradei Hora, 1937[5]
- Danio flagrans S. O. Kullander, 2012[8],[9]
- Danio jaintianensis (N. Sen, 2007)
- Danio kerri H. M. Smith, 1931 - Danio bleu
- Danio kyathit F. Fang, 1998
- Danio margaritatus (T. R. Roberts, 2007)
- Danio meghalayensis N. Sen & Dey, 1985
- Danio muongthanhensis Nguyen, 2001
- Danio nigrofasciatus (F. Day, 1870) - Danio tacheté
- Danio pulcher H. M. Smith, 1931 (Blue-redstripe danio)[5]
- Danio quagga S. O. Kullander, T. Y. Liao & F. Fang, 2009
- Danio quangbinhensis Nguyen, Le and Nguyen, 1999
- Danio rerio (F. Hamilton, 1822) - Poisson zèbre
- Danio roseus F. Fang & Kottelat, 2000
- Danio sysphigmatus S. O. Kullander, 2015[7]
- Danio tinwini S. O. Kullander & F. Fang, 2009[10]
- Danio trangi Ngô, 2003
- Danio tweediei Brittan, 1956 (Kedah danio)[5]

### Selon FishBase
Selon FishBase (26 août 2015):
- Danio aesculapii Kullander & Fang, 2009
- Danio albolineatus (Blyth, 1860)
- Danio choprae Hora, 1928
- Danio dangila (Hamilton, 1822)
- Danio erythromicron (Annandale, 1918)
- Danio feegradei Hora, 1937
- Danio flagrans Kullander, 2012
- Danio jaintianensis (Sen, 2007)
- Danio kerri Smith, 1931
- Danio kyathit Fang, 1998
- Danio margaritatus (Roberts, 2007)
- Danio meghalayensis Sen & Dey, 1985
- Danio muongthanhensis Nguyen, 2001
- Danio nigrofasciatus (Day, 1870)
- Danio quagga Kullander, Liao & Fang, 2009
- Danio quangbinhensis (Nguyen, Le & Nguyen, 1999)
- Danio rerio (Hamilton, 1822)
- Danio roseus Fang & Kottelat, 2000
- Danio tinwini Kullander & Fang, 2009
- Danio trangi Ngô, 2003

### Espèces non décrites
Certaines espèces ou variétés non décrites existent, notamment :
- Danio sp. "rerio var. frankei" - peut-être simple variété géographique
- Danio "Hikari"
- Danio aff. "kyathit"
- Danio sp. "KP01"

### Anciennement
- Danio choprai Hora, 1928 - voir Danio choprae
- Danio aequipinnatus[3] — Danio géant - voir Devario aequipinnatus

## Caractéristiques
Les Danios sont originaires des rivières et des ruisseaux d’eau douce du Sud de l’Asie et de l’Asie du Sud. De nombreuses espèces sont de couleur vive, et sont disponibles comme le commerce aquariophile, dans le monde entier. Un certain nombre d’espèces, découvertes récemment dans les régions intérieures reculées du Myanmar, ne disposent pas encore de noms scientifiques.
La plupart des espèces de Danio ont deux paires de longs barbillons, et ils sont généralement caractérisés par un motif de rayures horizontales, des rangées de taches ou des barres verticales. Les tailles vont d'environ 25 à environ 90 mm  de longueur. Les petites espèces ne vivent généralement pas plus de deux à trois ans, et sont probablement annuelles l'état sauvage.

## Alimentation
Dans la nature, ces poissons consomment divers petits insectes aquatiques, des crustacés et des vers, ainsi que le plancton dans le cas des alevins.

## En aquarium
Le soin des membres du genre Danio est assez similaire et facilement généralisé. Ils sont relativement faciles à maintenir en captivité. Tous ces poissons se nourrissent principalement en surface. Ils sont omnivores en aquarium et acceptent une grande variété d'aliments et la nourriture en flocons est appropriée. Ils peuvent vivre dans des aquariums, s’alimentent de nourriture fraiche vivante ou congelée, comme des nauplius d’artémias, petits krills ou autres daphnies. Les Danios sont voraces et les espèces maintenues en sympathie aux caractères pas assez prononcés peuvent mourir de faim. Lorsque les Danios sont conditionnés pour la reproduction, il est conseillé de les nourrir majoritairement avec des d'aliments frais. Bien que remuants et querelleurs, ils sont de bons poissons communautaires, pouvant être maintenus avec une grande majorité des petits poissons tropicaux traditionnels. Occasionnellement pinceur de nageoire, mais le plus souvent accidentellement que de nature méchante. Comme la plupart des poissons, toute autre espèce assez petite ou alevins et pouvant tenir dans leur gueule serra considérée comme de la nourriture.
Il est préférable de les maintenir dans un même aquarium tout au long de leur vie et de préférence avec un courant à partir d'un filtre puissant (ou au moins venturi) car ils vivent souvent dans des cours d'eau rapides à l'état sauvage. Étant subtropicaux avec des températures plus fraîches, des changements fréquents d’eau fraiche sont appréciés. Ce sont de très bons nageurs et un couvercle hermétique est recommandé. Les Danio sont des espèces grégaires, ils préfèrent être en groupe de six ou plus. Le genre Danio préfère l'eau avec un pH compris entre 6,0 et 8,0, la dureté ne dépassant pas 19,0 dGH, une dureté de carbonates de 8 à 12 KH, et une plage de température comprise entre 20 °C et 26 °C ; 20 °C étant l'extrême température minimale optimale.

## Élevage
Certaines espèces de Danio, comme le poisson zèbre, sont parmi les poissons d'aquarium les plus faciles à se reproduire. D'autres espèces, telles que Danio kyathit, sont beaucoup plus difficiles. Tous dispersent leurs œufs sur le substrat. Les œufs ne sont pas adhésifs mais coulants, et éclosent dans les deux ou trois jours. Les œufs seront mangés avec enthousiasme par les géniteurs à moins d'être protégés par une couche de billes ou lourde plantation de substrat.pour les faire se reproduire il faut avoir un groupe d'au moins 10 individus.Mettez dans un bac de 10 a 20l une femelle pour deux males et les laisser pondre pendant au moins trois jours. Une fois la ponte faite, retirez les parents.
Des hybrides entre certaines espèces de Danio ont été élevés ; les jeunes ayant été portés à maturité semblent être stériles.